# Stellerzeekoe

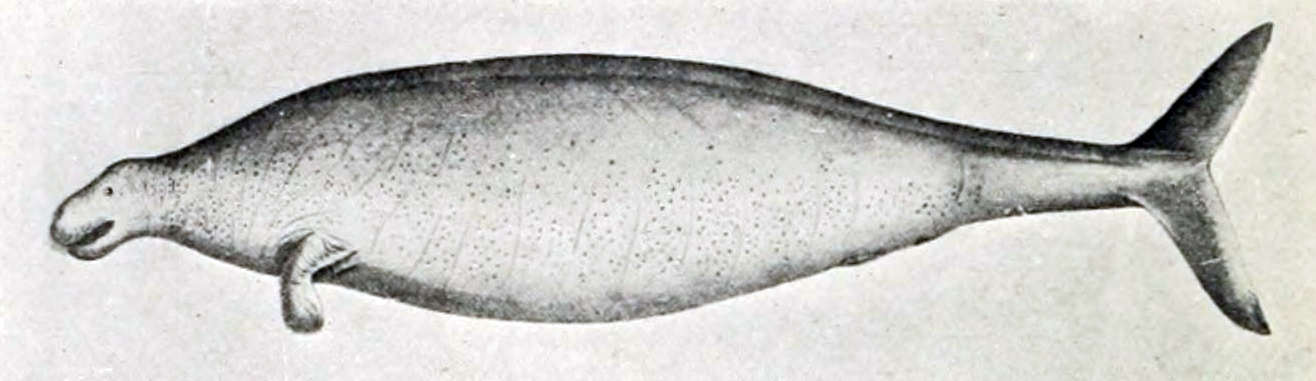
Schets door Steller

De stellerzeekoe (Hydrodamalis gigas) was een zeer groot zeezoogdier dat in 1741 werd ontdekt door Europeanen. Door de intense bejaging die volgde is het dier in 1768 uitgestorven. De wetenschappelijke naam van de soort werd in 1780 gepubliceerd door Eberhard August Wilhelm von Zimmermann. De soort bestond al in de ijstijd. Ze behoorde tot de familie van de doejongs.

## Ontdekking
De Komandorski-eilanden in Siberië werden in 1741 ontdekt door de Deen Vitus Bering. Hij had de opdracht van de Russische tsaar om de later naar hem genoemde Beringzee te verkennen. Toen zijn schip de eilanden aandeed, bleken daar ongeveer 2000 zeer grote zeekoeien te leven. Scheepsarts en bioloog Georg Wilhelm Steller, Duitser van geboorte, heeft het dier beschreven.

## Beschrijving
Het dier was tussen de 8 en 10 meter lang en woog ongeveer vier ton. De afmeting was mogelijk een aanpassing aan het koude klimaat. De stellerzeekoe had een dikke, schorsachtige huid. Hij had geen brede ribben zoals doejongs, wel een speklaag. Het dier zwom rustig aan het wateroppervlak want het had te veel drijfvermogen om te kunnen duiken.
Omdat het dier na zijn jeugd zijn tanden verloor, at hij algen en wieren. Zijn rug stak bij het eten boven het water uit en zijn kop kwam om de 4 à 5 minuten boven om adem te halen.

## Collecties
Wereldwijd bestaan er ongeveer 20 skeletten en twee stukjes huid van de stellerzeekoe. Een stukje ligt in het zoölogisch museum van Sint-Petersburg, het ander in het Überseemuseum in Bremen. Skeletten zijn onder andere te zien in de natuurhistorische musea van Parijs, Londen, Dresden, Braunschweig en Wenen. Daarnaast zijn er musea die afgietsels en reconstructies tentoonstellen.

## Afbeeldingen

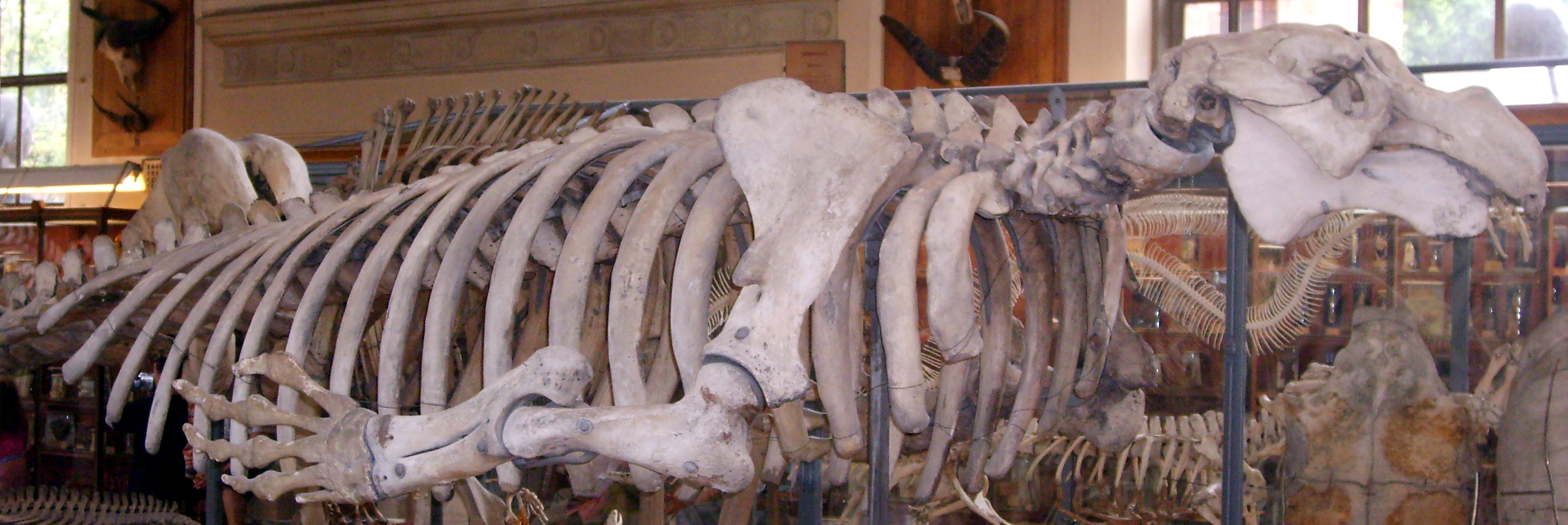
Skelet van een stellerzeekoe (Muséum national d'histoire naturelle, Paris)

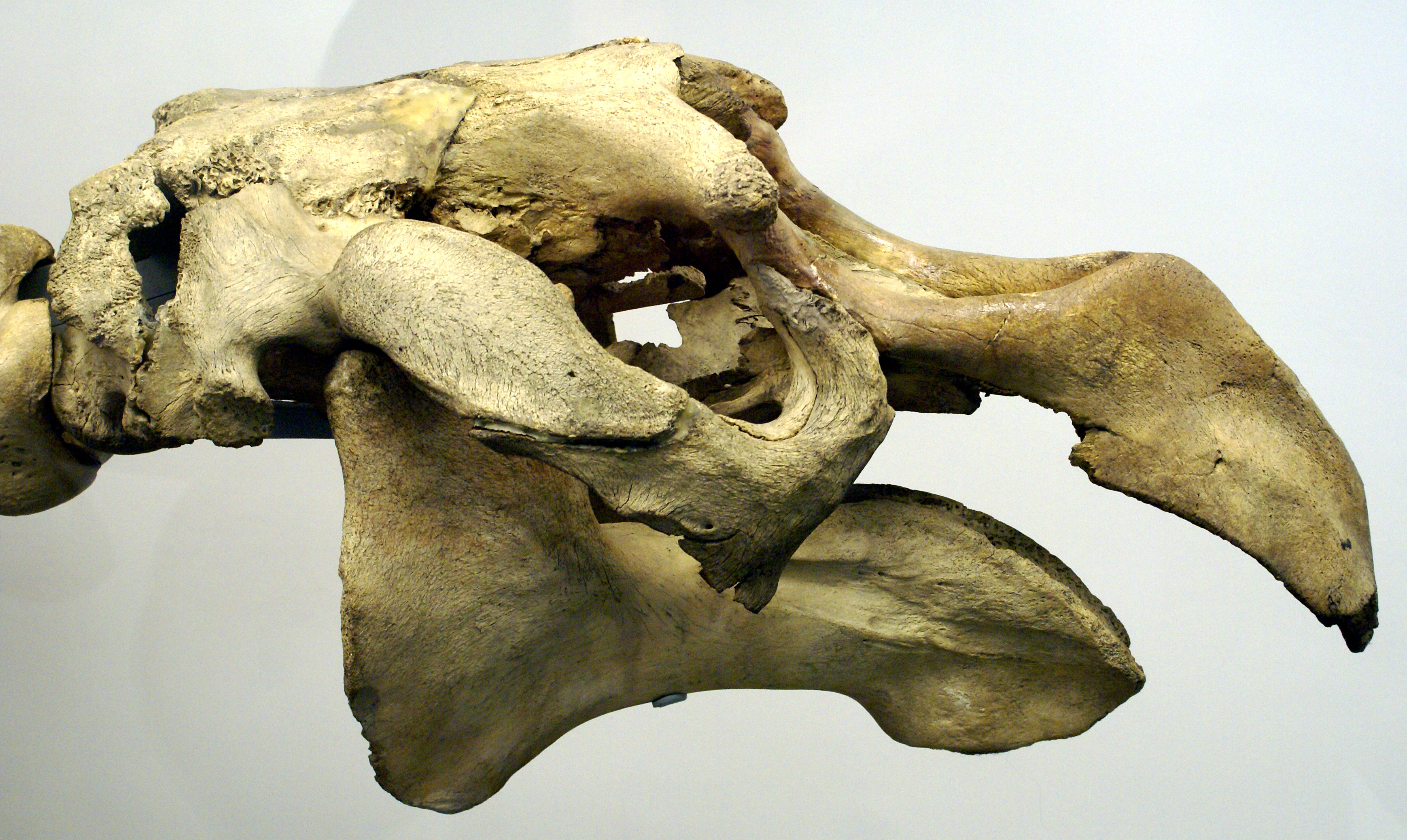
Schedel van een stellerzeekoe

Doejong (Dugong dugon) · †Stellerzeekoe (Hydrodamalis gigas) · Amazonelamantijn (Trichechus inunguis) · Caribische lamantijn (Trichechus  manatus) · West-Afrikaanse lamantijn (Trichechus senegalensis)